# Palpares incommodus
Palpares incommodus är en insektsart som först beskrevs av Walker 1853.  Palpares incommodus ingår i släktet Palpares och familjen myrlejonsländor. Inga underarter finns listade i Catalogue of Life.